# Neostethus
Neostethus is een geslacht van straalvinnige vissen uit de familie van dwergaarvissen (Phallostethidae). Het geslacht is voor het eerst wetenschappelijk beschreven in 1916 door Regan.

## Soorten
- Neostethus amaricola (Villadolid & Manacop, 1934)
- Neostethus bicornis Regan, 1916
- Neostethus borneensis Herre, 1939
- Neostethus ctenophorus (Aurich, 1937)
- Neostethus djajaorum Parenti & Louie, 1998
- Neostethus lankesteri Regan, 1916
- Neostethus palawanensis (Myers, 1935)
- Neostethus robertsi Parenti, 1989
- Neostethus thessa (Aurich, 1937)
- Neostethus villadolidi Herre, 1942
- Neostethus zamboangae Herre, 1942